# 邁克·朗茲
馬里昂·邁克爾·「邁克」·朗茲（英語：Marion Michael "Mike" Rounds；1954年10月24日—）是一位共和黨籍的美国政治人物，自2015年成為南達科他州的聯邦參議員。此前，他是2003年到2011年期間之南達科他州州長和1991年到2001年南达科他州参议院第二十四選區的州參議員。

## 延伸閱讀
- 美國國會國家人物傳記大辭典中的傳記
- 由華盛頓郵報維護的投票記錄
- 智慧投票计划中的傳記、投票紀錄及利益集團評級
- 聯邦選舉委員會中的競選財務報告和數據
- Rounds Profile at Ballotpedia

## 外部連結
- 邁克·朗茲 （页面存档备份，存于）參議院官方網站
- 邁克·朗茲參議員競選網站 （页面存档备份，存于）
- 中的“邁克·朗茲”

| 官衔                     | 官衔                                                        | 官衔                   |
| ------------------------ | ----------------------------------------------------------- | ---------------------- |
| 前任者： 比爾·詹克洛     | 南達科他州州長 2003年－2011年                               | 繼任者： 丹尼斯·道嘉德 |
| 政党职务                 |                                                             |                        |
| 前任者： 比爾·詹克洛     | 南達科他州州長共和黨被提名人 2002年、2006年                 | 繼任者： 丹尼斯·道嘉德 |
| 前任者： 喬爾·戴克斯特拉 | 美國參議員南達科他州共和黨被提名人 （第2類） 2014年、2020年 | 最新的                 |
| 美国参议院               |                                                             |                        |
| 前任者： 蒂姆·約翰遜     | 南達科他州第2類參議員 2015年－ 與約翰·圖恩同時在任          | 現任                   |
| 美國排位名單             |                                                             |                        |
| 前任者： 史蒂夫·戴恩斯   | 美國參議員資歷 第62位                                       | 繼任者： 汤姆·蒂利斯   |